# Фатбол
Фатбол (англ. Phutball, сокращение от Philosopher’s Football, т.е. «философский футбол») — настольная стратегическая игра для двух игроков, описанная в сборнике «Winning Ways for your Mathematical Plays» авторства Элвина Бэрлекемпа, Джона Хортона Конвея и Ричарда Гая.

## Правила
В фатбол играют вдвоем на клетчатой доске 19×15, размещая на пересечениях линий камни: один белый камень и неограниченное количество черных камней. При этом белый камень представляет мяч, а черные — людей (футболистов). Двух игроков будем называть Ohs (О) и Eks (X). Линии доски обозначены от A до P (пропустив I) — слева направо и от 1 до 19 — снизу вверх, если смотреть со стороны игрока Ohs. Строки 0 и 20 представляют позицию «вне доски», они находятся за рядами 1 и 19 соответственно.
Так как специализированные доски для игры в фатбол трудно найти, в игру, как правило, играют на доске 19×19 для игры Го.
Цель игры состоит в том, чтобы забивать голы с помощью людей. Для этого нужно переместить мяч на или за линию ворот соперника. Ohs пытается переместить мяч в строки 19 или 20, а Eks в строки 1 или 0. В начале игры мяч находится в центральной точке, но один игрок может дать другому фору (гандикап), тогда мяч ставится ближе к воротам этого игрока.
Игроки ходят по очереди. Ход — это добавление одного футболиста (черного камня) на доску или перемещение мяча (белого камня). Нет никакой разницы между людьми игроков Ohs и Eks.
Мяч перемещается серией прыжков. На каждом прыжке мяч перемещается по прямой линии по горизонтали, вертикали или диагонали через одного или нескольких смежных людей до первой свободной точки. Люди, которых перескочил мяч, сразу снимаются с доски прежде, чем произойдет следующий скачок. Этот процесс повторяется до тех пор, пока на доске есть люди, которых еще не перепрыгнули, или игрок захочет прекратить ход. Прыжок не является обязательным: нет никаких требований, чтобы начать прыгать. В отличие от игры в шашки, в фатболе можно перепрыгивать через и удалять сразу несколько человек.
Диаграмма справа иллюстрирует прыжок:
- Ohs перемещает мяч, начиная прыгать с K6-G9-G11-J11.
- Люди на J7, H8, G10 и H11 удаляются.
- Прыжок с K6-G9-J9-G7 невозможен, поскольку мяч будет дважды прыгать через человека на H8, который должен быть удален сразу после первого прыжка.

Если мяч оказывается на линии или за линией ворот соперника, игроку засчитывается гол. Если мяч проходит через линию ворот, но в итоге оказывается в другом месте после следующих прыжков, то игра продолжается.

## Стратегии
- Тщательно продуманная последовательность прыжков может быть легко «испорчена» их удлинением в критические моменты.
- Прыжок к левому или правому краю может быть заблокирован, если не оставить для прыжка свободных мест.
- При прыжке, как правило, плохо оставлять обратный путь, иначе противник сможет легко вернуть мяч на исходную позицию.

## Алгоритмическая сложность
Алгоритмически игра является достаточно сложной, проверка выигрыша игрока является NP-полной задачей. Неизвестно, существует ли выигрышная стратегия или стратегия ничьей.
Проверка существования выигрышной стратегии для произвольной позиции на доске, в которой первый черный камень был в центре, является PSPACE-сложной задачей.